# تپه امامزاده (گودین تپه)
تپه امامزاده (گودین تپه) مربوط به هزاره ۷ تا هزاره اول قم است و در شهرستان کنگاور، روستای گودین واقع شده و این اثر در تاریخ ۱ آذر ۱۳۴۴ با شمارهٔ ثبت ۴۸۸ به‌عنوان یکی از آثار ملی ایران به ثبت رسیده است.